# Angelonia tomentosa
Angelonia tomentosa là một loài thực vật có hoa trong họ Mã đề. Loài này được Moric. ex Benth. mô tả khoa học đầu tiên năm 1846.